# Chiesa di San Salvaro
La chiesa di San Salvaro, solo negli ultimi secoli inglobata dall'urbanizzazione nel centro della frazione di San Pietro di Legnago, è caratterizzata da una struttura a tre navate e da un orientamento conformi allo stile romanico. Dopo aver rischiato la demolizione, nel XIX secolo, fu donata dal demanio alla comunità locale. L'erezione dell'edificio è databile 1117, per ordine della contessa Matilde di Canossa. Questa datazione è confermata dallo stile, dai materiali e dalla presenza di un'iscrizione lapidea posta sulla parete nord.
Da non confondere con l'Ex monastero di San Salvaro in provincia di Padova.

## Origini
Non si hanno a disposizione fonti certe riguardo alla costruzione della cripta, la parte più antica della chiesa, ma secondo gli studi del prof. Renato Sandrini, essa rappresenta la ricostruzione di una preesistente chiesetta che risalirebbe al VI secolo, sorta, a sua volta, su un tempietto pagano locale.

## Restauri
Il più importante restauro di cui si hanno documenti certi risale agli inizi del XX secolo ad opera del curato locale Giuseppe Trecca. Secondo gli scritti di Trecca, i lavori iniziarono nel 1902 con un completo recupero della cripta, interrata in periodo barocco e resa irraggiungibile dalla presenza di due scalinate, collaterali alla principale, che portavano dalla plebana al presbiterio. Egli volle restituire alla chiesa il suo stile originario, andando a chiudere i finestroni (i cui segni sono ancora visibili nelle mura) in favore di monofore più aderenti allo stile romanico. Il restauro si concluse nel 1914, con l'erezione a lato del nuovo campanile a fasce alterne in sostituzione di quello seicentesco incastonato a destra della facciata.

## Opere pittoriche e scultoree

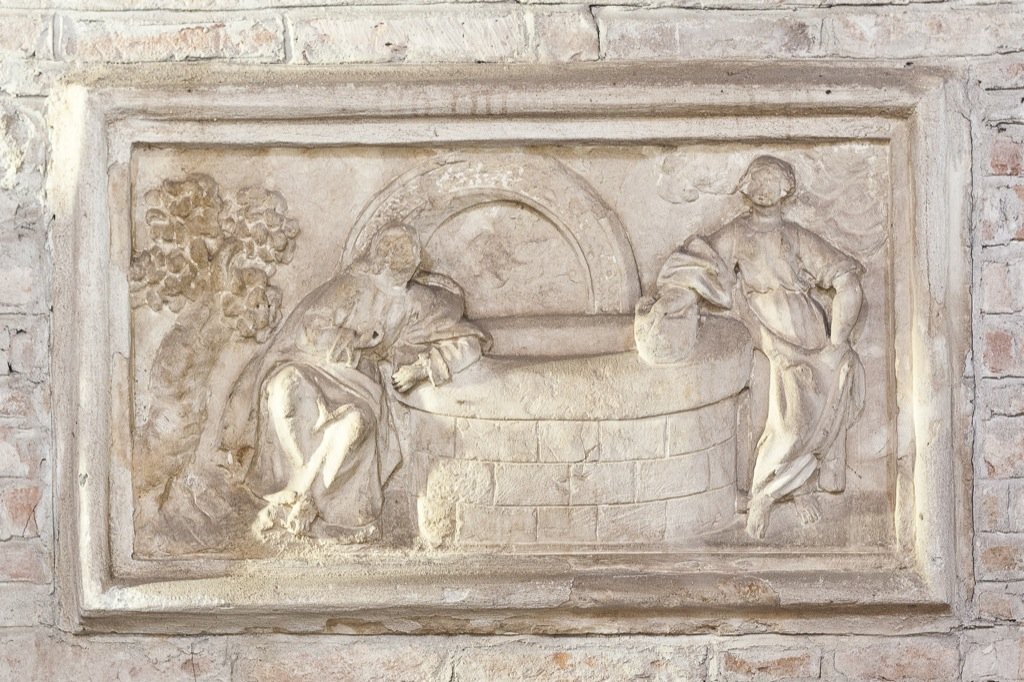
Gesù e la Samaritana

La chiesa di San Salvaro ha funto negli anni da "catalizzatore artistico" della zona. Già durante la sua prima edificazione furono impiegati materiale di recupero romani e longobardi, tra cui alcuni splendidi capitelli corinzi, collocati nella cripta. L'originario affresco a Maria nella cripta, deteriorato dal tempo e dagli agenti atmosferici è stato irrimediabilmente danneggiato in un tentativo di restauro durante l'intervento del 1902.

### Opere pittoriche

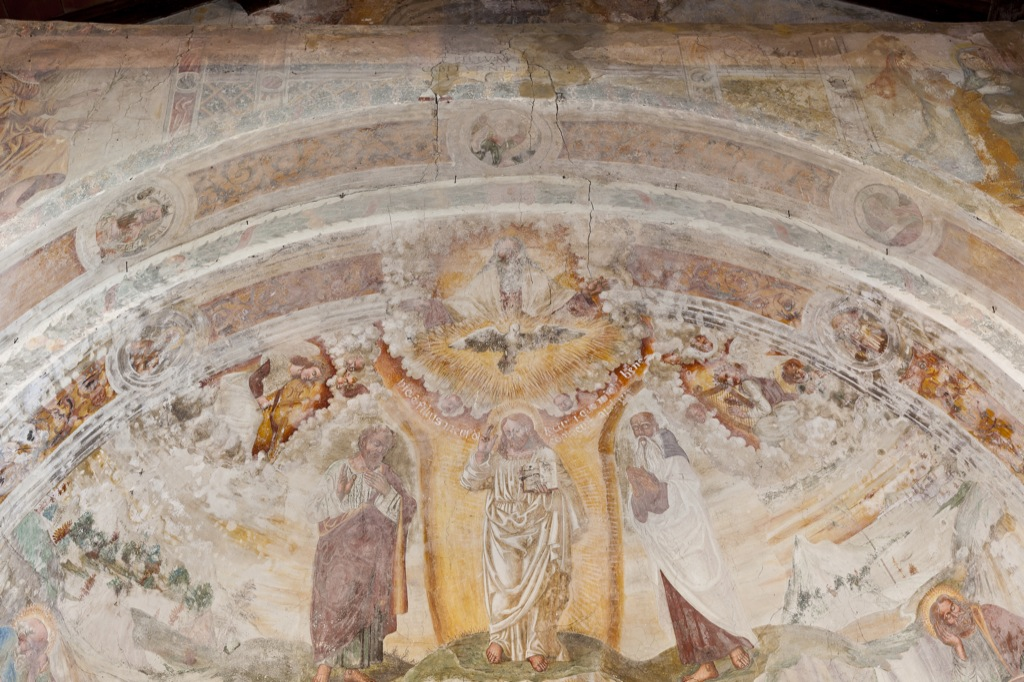
Affresco dell'abside centrale.

La chiesa ha subito modifiche anche nel suo contenuto artistico durante il trascorrere dei secoli. In alcuni punti ove l'affresco absidale risulta danneggiato dal tempo si possono intravedere alcuni affreschi preesistenti i quali, per stile e profondità, sembrano risalire a tre interventi successivi.
L'attuale affresco absidale raffigura la trasfigurazione, opera di Luigi del Pozzo. Ai lati è rappresentata l'annunciazione con l'arcangelo Gabriele a sinistra e Maria a destra. Nel timpano, quasi completamente danneggiato, è visibile Dio Padre.